# MIT Press
La MIT Press è la casa editrice universitaria del Massachusetts Institute of Technology (MIT) con sede a Cambridge, in Massachusetts (Stati Uniti).
MIT Press è l'unico editore universitario del paese il cui catalogo è costituito da pubblicazioni scientifiche e tecnologiche. Pubblica circa 200 libri e 40 riviste all'anno e in tutta la sua storia ha stampato oltre 8000 volumi (dati 2006).

## Storia
Le origini della MIT Press risalgono al 1926 quando il MIT pubblicò una serie di conferenze dal fisico tedesco Max Born, dal titolo Problems of Atomic Dynamics.
Nel 1932, fu formalmente istituito il Technology Press, su iniziativa di James Rhyne Killian, redattore di una rivista per i laureati del MIT, e divenuto poi direttore dell'università.
Nel 1937 la casa editrice stipulò un accordo con John Wiley & Sons, pubblicando 125 titoli fino al 1962, anno in cui l'associazione con l'editore Wiley si concluse.
Dopo la separazione la casa editrice prese il nome attuale, e da allora ha funzionato come una casa editrice indipendente.
All'inizio degli anni 1960 Muriel Cooper ha disegnato il logo dell'azienda.
Nel 1969 MIT Press ha aperto un ufficio in Europa.
Nel 2000 la MIT Press ha creato CogNet, una risorsa online per lo studio del cervello e delle scienze cognitive.
Nell'agosto del 2006 MIT Press aveva pubblicato 8000 titoli.

## Attività
MIT Press pubblica essenzialmente titoli accademici in materia di arte e architettura, scienze cognitive, bioinformatica, informatica, economia, scienze ambientali, neuroscienze, nuovi media, e storia della scienza.
La MIT Press, oltre a essere il distributore di Zone Books e Semiotext(e), gestisce anche il MIT Press Bookstore, dove sono disponibili titoli fuori catalogo, e opere di altri editori accademici e commerciali. La libreria è situata nei pressi della stazione della metropolitana di Kendall Square, a Cambridge.

## Periodici pubblicati
- African Arts
- Artificial Life
- Asian Economic Papers
- Biological Theory
- Computational Linguistics
- Computer Music Journal
- Daedalus
- Design Issues
- Education Finance and Policy
- Evolutionary Computation
- Global Environmental Politics
- Grey Room
- Innovations
- International Security
- Journal of Cognitive Neuroscience
- Journal of Cold War Studies
- Journal of the European Economic Association
- Journal of Interdisciplinary History
- Leonardo
- Leonardo Music Journal
- Linguistic Inquiry
- Neural Computation
- The New England Quarterly
- October
- PAJ (Performing Arts Journal)
- Perspectives on Science
- Presence: Teleoperators & Virtual Environments
- Quarterly Journal of Economics
- TDR (The Drama Review)
- The Review of Economics and Statistics
- World Policy Journal